# Пурпе
Пурпе́ (рос. Пурпе) — селище у складі Пурівського району Ямало-Ненецького автономного округу Тюменської області, Росія. Адміністративний центр та єдиний населений пункт Пурпейського сільського поселення.

## Географія
Селище розташоване поблизу від річки Пякупур, за 98 км від Тарко-Сале та за 16 км від міста Губкинський.

## Історія
Засноване в січні 1978 року як робітниче селище будівельників-залізничників, зайнятих на будівництві гілки Сургут — Новий Уренгой.

## Населення
Населення — 9598 осіб (2017, 9840 у 2010, 9074 у 2002).
Національний склад станом на 2002 рік: росіяни — 62 %.

## Економіка
Через Пурпе проходить магістральний нафтопровід «Транснафти». На вересень 2008 року заплановано введення в дію нової 550-кілометрової гілки нафтопроводу Ванкор — Пурпе.